# Indolacetilglukoza—inozitol O-aciltransferaza
Indolacetilglukoza—inozitol O-aciltransferaza (EC 2.3.1.72, indol-3-acetil-beta-1-D-glukozid:mio-inozitol indolacetiltransferaza, 1-O-(indol-3-ilacetil)-beta-D-glukoza:mio-inozitol indol-3-ilacetiltransferaza) je enzim sa sistematskim imenom 1-O-(indol-3-il)acetil-beta--glukoza:mio-inozitol (indol-3-il)acetiltransferaza. Ovaj enzim katalizuje sledeću hemijsku reakciju
1-O-(indol-3-il)acetil-beta--glukoza + mio-inozitol {\displaystyle \rightleftharpoons } D-glukoza + O-(indol-3-il)acetil-mio-inozitol
Pozicija acilacije neodređene zbog lakoće prenosa acil grupe između hidroksi grupa.

## Literatura
- Nicholas C. Price; Lewis Stevens (1999). Fundamentals of Enzymology: The Cell and Molecular Biology of Catalytic Proteins (Third изд.). USA: Oxford University Press. ISBN 019850229X.
- Eric J. Toone (2006). Advances in Enzymology and Related Areas of Molecular Biology, Protein Evolution (Volume 75 изд.). Wiley-Interscience. ISBN 0471205036.
- Branden C; Tooze J. Introduction to Protein Structure. New York, NY: Garland Publishing. ISBN 0-8153-2305-0.
- Irwin H. Segel. Enzyme Kinetics: Behavior and Analysis of Rapid Equilibrium and Steady-State Enzyme Systems (Book 44 изд.). Wiley Classics Library. ISBN 0471303097.
- William P. Jencks (1987). Catalysis in Chemistry and Enzymology. Dover Publications. ISBN 0486654605.

## Spoljašnje veze
- Indoleacetylglucose---inositol+O-acyltransferase на 